# バイヨン
バイヨン (Bayon) は、かつてのクメール王国の古代首都アンコールに位置する、ヒンドゥー・仏教混交の寺院跡。正方形の城壁を持つアンコール・トムの中央付近にある。
バイヨンの呼び方で広く知られているが、クメール語の発音ではバヨンの方が近い。バは「美しい」という意味で、ヨンは「塔」の意味を持つ。

## 構造
バイヨンを特徴付けているのは、中央祠堂をはじめ、塔の4面に彫られている人面像(バイヨンの四面像)である。人面像は観世菩薩像を模しているというのが一般的な説である。しかし戦士をあらわす葉飾り付きの冠を被っていることから、ジャヤーヴァルマン7世を神格化して偶像化したものであるとする説も存在する。また21世紀に入り、3次元CG化と解析によりヒンドゥー教の神々を表しているという説も出た。この像はクメールの微笑みと呼ばれている。
また他のアンコール遺跡に残るクメール建築と同じく疑似アーチ構造を多用した建築構造をもっている。
建築全体ではおおむね三層に分かれており、高さ約43メートルといわれる中央祠堂を中心に、その第一層に二重の回廊が配置された構造となっている。
50近い塔に合わせて117個の人面像が残る(異説あり)。人面像の高さは1.7～2.2メートル程度で、個々にばらつきがある。
第一層

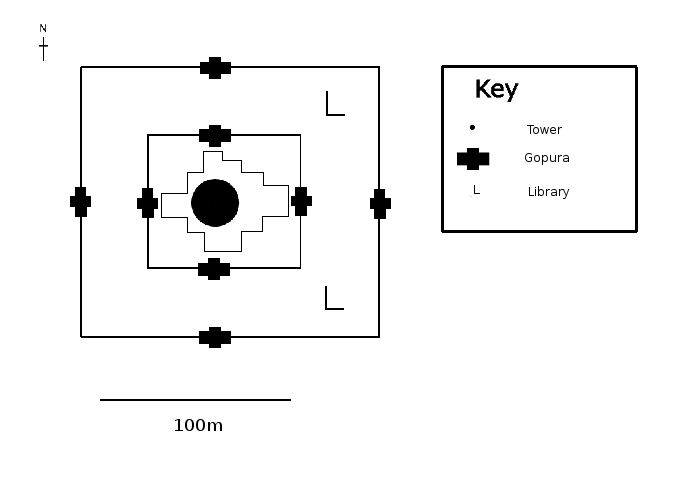
全体図

第一層には東西南北全方向に門がある。中でも東門の近くには両側に池のあるテラスがある。
第一回廊にもレリーフが残る。アンコール・ワットにも存在する乳海攪拌のレリーフなどであるが、保存状態があまり良くない。
第二回廊(外回廊)は約160メートル×120メートル。正面は、東側を向いている。現在残るレリーフは、他のアンコール遺跡とは大きく異なった特徴を持つ。第二回廊にはチャンパとの戦争の様子やバイヨン建設当時の市場の様子や狩の様子などがレリーフに彫り込まれており、庶民の暮らしを窺い知ることのできる貴重な資料にもなっている。
第二層
16の塔があり、どの塔にも前述の観音菩薩と思われる四面像が彫られている。第二層の回廊にはヒンドゥー教色の強いレリーフがデザインされている。
第三層
第三層はテラスとなっており、やはりどの塔にも観音菩薩とおぼしき四面像が彫られている。第三層の中央には過去にシヴァリンガが置かれていたとされるが、後世の人が除去し、現在では上座部仏教（小乗仏教）の像が置かれている。

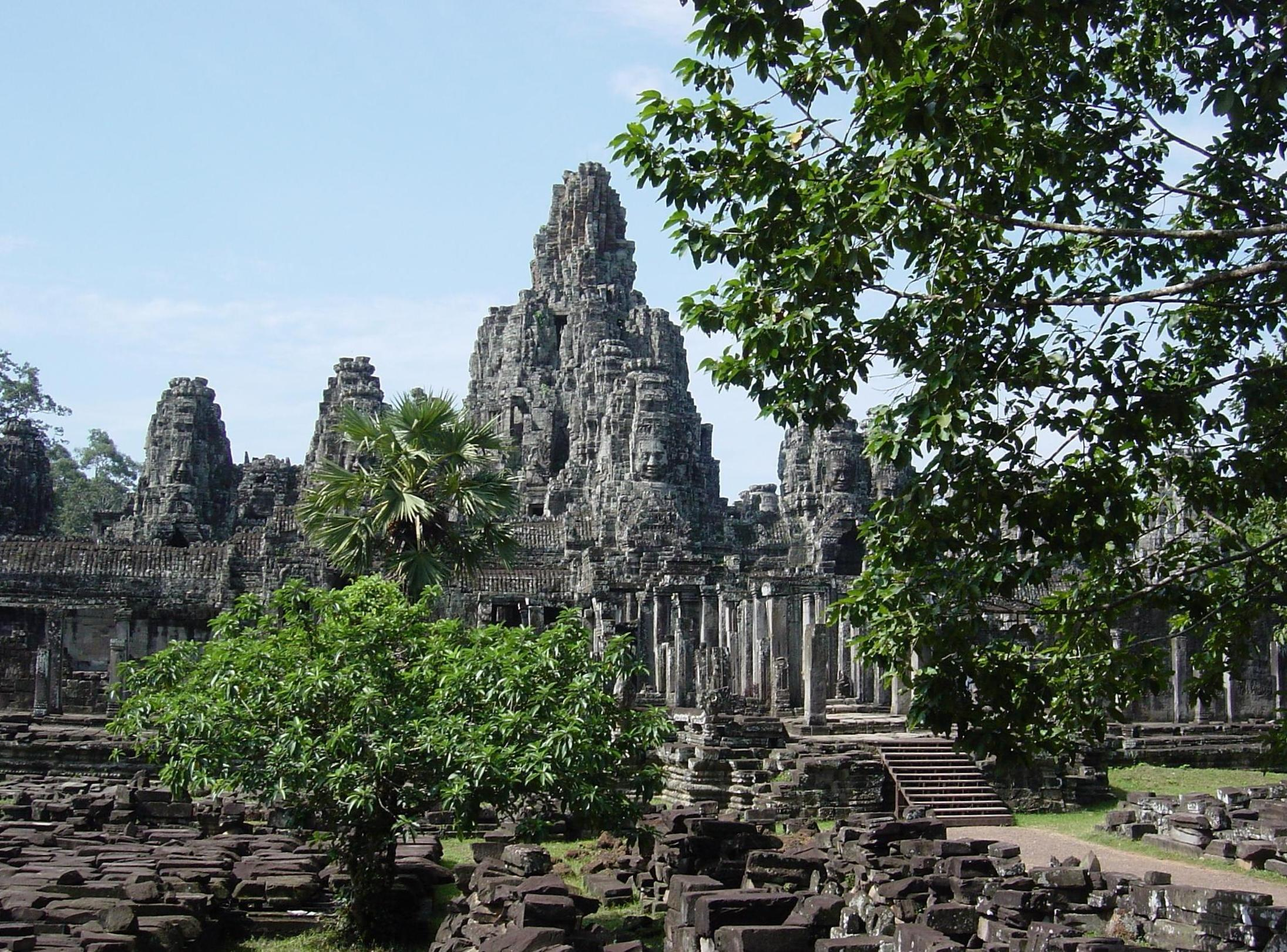
バイヨン
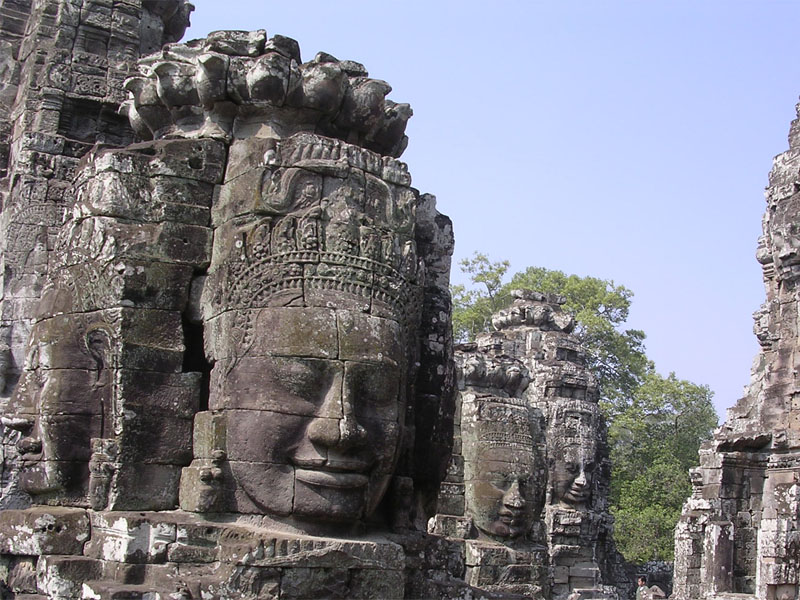
バイヨンの四面像
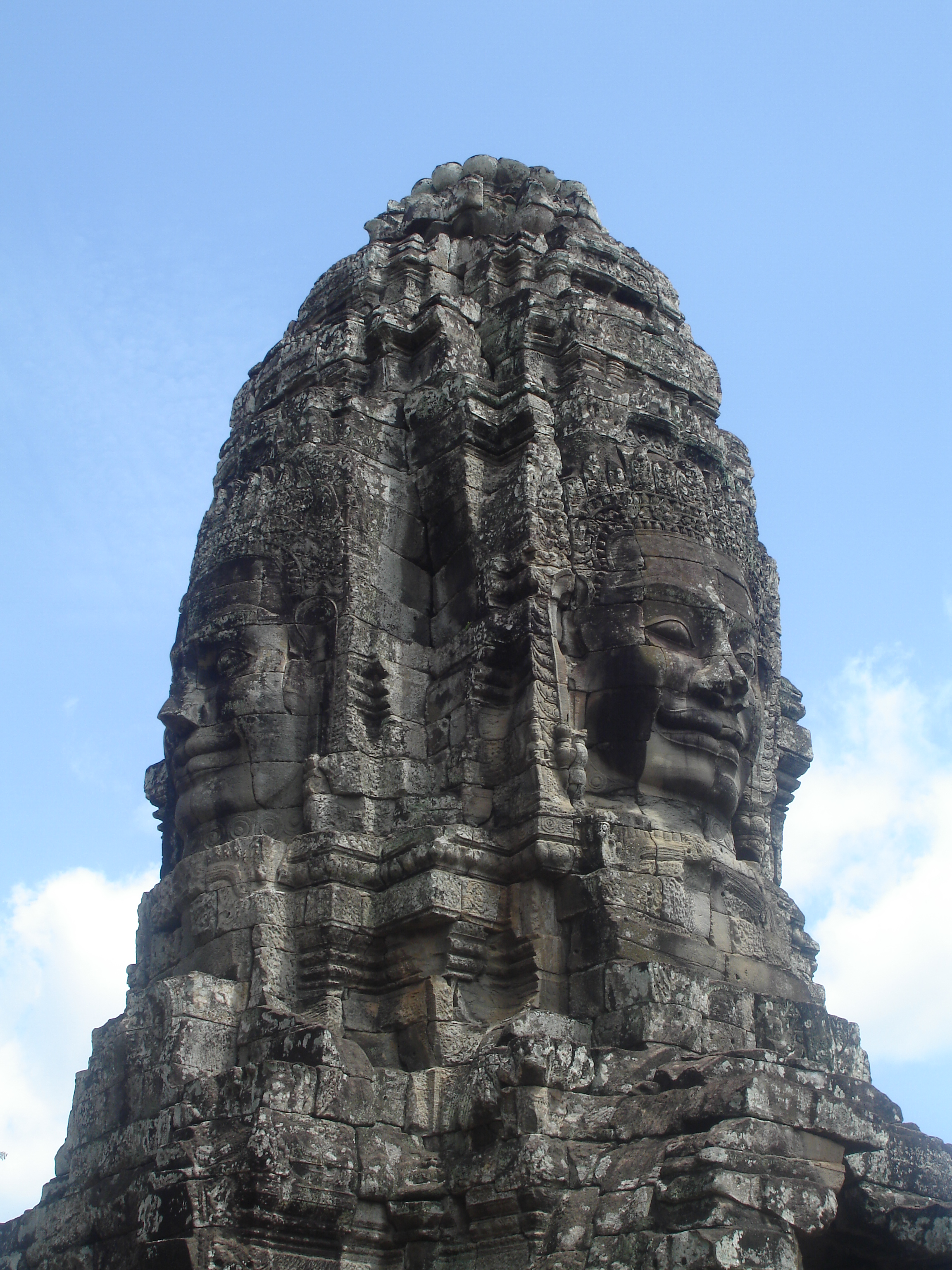
クメールの微笑み

## 歴史
アンコール王朝の中興の祖と言われるジャヤーヴァルマン7世がチャンパに対する戦勝を記念して12世紀末ごろから造成に着手したと考えられており、石の積み方や材質が違うことなどから、多くの王によって徐々に建設されていったものであると推測されている。当初は大乗仏教の寺院であったが、後にアンコール王朝にヒンドゥー教が流入すると、寺院全体がヒンドゥー化した。これは、建造物部分に仏像を取り除こうとした形跡があることや、ヒンドゥーの神像があることなどからも推測できる。
1933年に、フランス極東学院の調査によって、中央祠堂からブッダの像が発見された。